# 赫爾曼·馮·弗朗索瓦
赫爾曼·卡爾·布魯諾·馮·弗朗索瓦（德語：Hermann Karl Bruno vonFrançois，1856年1月31日—1933年5月15日）是第一次世界大戰期間的德國步兵上將，以其在1914年東德戰線的幾次德國勝利中的關鍵作用而聞名。